# Golica (Pieniny)
Golica dawniej nazywana też Holicą, słow. Holica (828 m n.p.m.) – szczyt w Grupie Golicy w słowackiej części Pienin. Zaliczany jest często do Małych Pienin, chociaż strukturalnie związany jest z Masywem Trzech Koron. Według Eugeniusza Janoty (1860) nazwa góry pochodzi od tego, że przed kilkudziesięciu laty spalił się na niej las i była goła.
Jest zakończeniem grzbietu odbiegającego z drugiego pod względem wysokości wierzchołka Płaśni na północny wschód, na przełęczy Limierz (słow. Targov, 677 m) skręcającego na północny zachód. Golica charakteryzuje się wąskim, długim na około 1 km i stosunkowo wyrównanym grzbietem z wyraźniej zaznaczonym wierzchołkiem na południowo-wschodnim skraju. Grzbiet ten opada z trzech stron – od północy, zachodu i częściowo południa – bardzo stromymi stokami do doliny Dunajca. Wschodnia część południowego stoku jest łagodniejsza i odwadnia ją niewielki potok będący prawobrzeżnym dopływem Dunajca, natomiast stok wschodni schodzi do doliny Leśnickiego Potoku. Na południowym wschodzie grzbiet obniża się ze szczytu o około 100 m na odcinku o umiarkowanym nachyleniu, a następnie biegnie ku Wierchowi Łazki (688 m), po czym wyrównanym odcinkiem osiąga przełęcz Limierz.
Oprócz głównego wierzchołka w grzbiecie znajduje się jeszcze kilka niewyraźnych kulminacji. Z niewybitnego wierzchołka na północno-zachodnim krańcu odbiega ku północy krótki, stromy grzbiet kulminujący w Polanie (582 m) tuż nad Dunajcem.
Zbudowana jest z wapieni rogowcowych. Jej północne, wznoszące się na wysokość 400 m ponad przełomową dolinę Dunajca stoki mają spadek ok. 45° i cechują się licznym występowaniem wapiennych formacji skalnych. Największa ich grupa to Siedem Mnichów (słow. Sedem Mnichov) położona na stoku południowo-zachodnim. Rozciąga się od podnóża do wysokości ponad 700 m n.p.m., zajmując zachodnią połowę tego stoku i składa się z kilkunastu skalnych turni. Wschodni kraniec północno-wschodniego stoku obrywa się ponadto skałą Sama Jedna (słow. Osobná lub Osobitá skala), która stanowi lewe zbocze Przełomu Leśnickiego Potoku. Na wapiennych skałach występuje interesująca flora roślin sucholubnych i ciepłolubnych.
Stoki i grzbiet Golicy są całkowicie zalesione z wyjątkiem wschodniego stoku poniżej 700 m n.p.m., gdzie zalesienie jest częściowe. Porastają je pospolite w Pieninach lasy bukowo-jodłowe, ale występują w nich też pojedyncze stanowiska modrzewia polskiego, a na południowo-zachodnich zboczach resztki naturalnych drzewostanów lipowych. W masywie Golicy znajdują się liczne dzikie zakątki leśne i skalne. Cały masyw należy do słowackiego Pienińskiego Parku Narodowego (PIENAP), a jego większą część, na północny wschód od Wierchu Łazki i z wyłączeniem wschodniego stoku, obejmuje wchodzący w jego skład Narodowy Rezerwat Przyrody Przełom Dunajca.
Na szczyt nie prowadzą szlaki turystyczne i jest on dla turystów niedostępny. Jedyna udostępniona dla ruchu turystycznego trasa to Droga Pienińska biegnąca wzdłuż Dunajca u podnóża góry. Prowadzi ona ze Szczawnicy do Czerwonego Klasztoru.

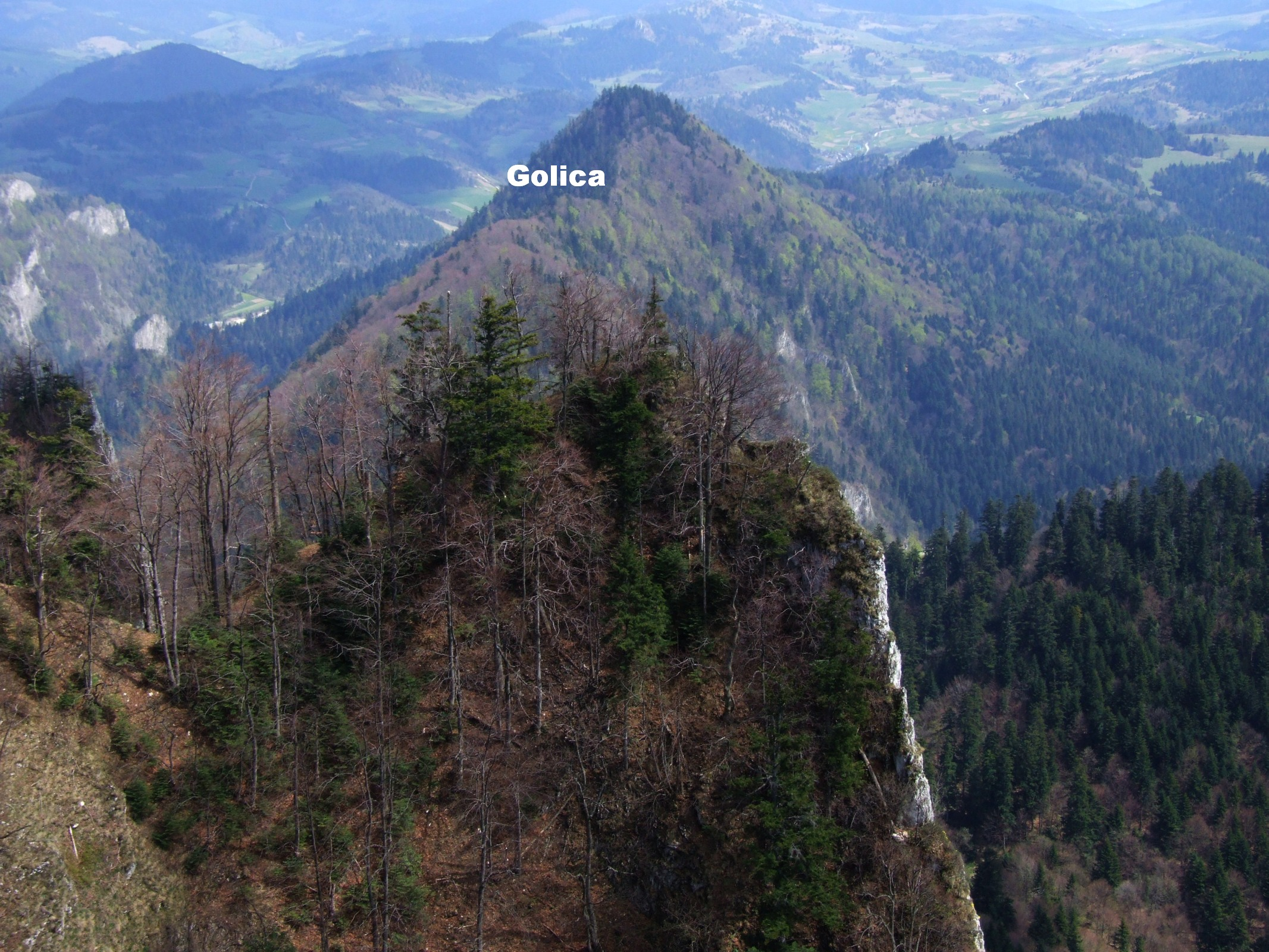
Golica z Trzech Koron
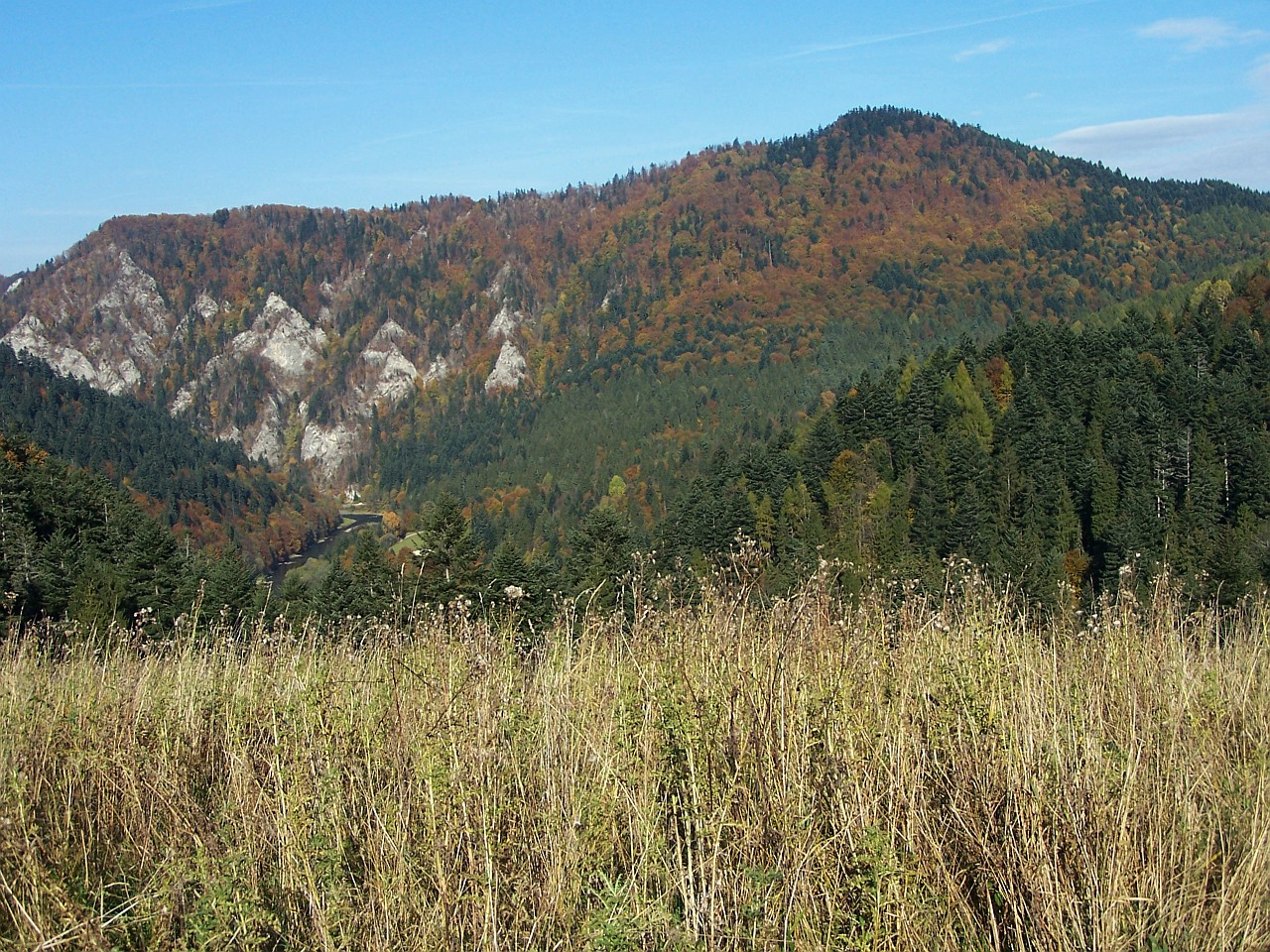
Golica z okolic przełęczy pod Klasztorną Górą
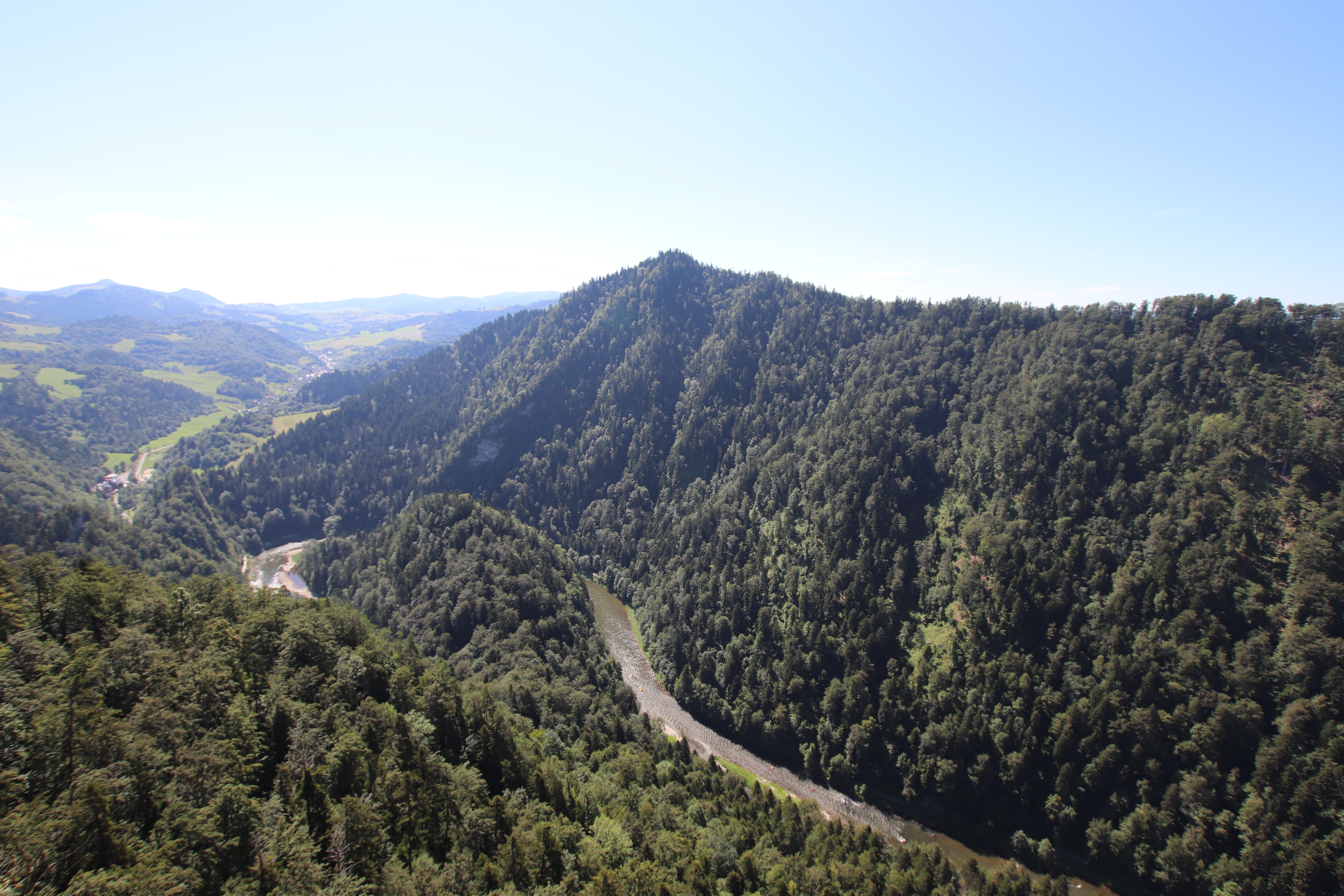
Widok na Golicę z Sokolicy